# Terry Goodkind
Terry Lee Goodkind (Omaha, 11 de janeiro de 1948 – 7 de setembro de 2020) foi um escritor norte-americano de fantasia. Autor best-seller do The New York Times, ele vendeu mais de 25 milhões de livros ao longo de sua carreira. Ele é mais conhecido por sua série de livros: Sword of Truth (A Espada da Verdade), cujo primeiro volume, Wizard's First Rule, foi adaptado para a série de TV Legend of the Seeker.

## Biografia
Terry Goodkind nasceu em 1948, e sua cidade natal era Omaha, Nebraska.
Ele tinha dislexia e isso inicialmente o dissuadiu de qualquer interesse pela escrita. Antes de iniciar sua carreira como escritor, Terry Goodkind construiu armários e violinos, e foi um artista marinho e da vida selvagem, vendendo suas pinturas em galerias.
Em 1983, Goodkind mudou-se com a esposa para uma casa que construiu no Maine, mais tarde, eles estabeleceram sua residência principal na costa do Lago Las Vegas, Nevada.
Goodkind foi um defensor da abordagem filosófica do Objetivismo de Ayn Rand, e fez referências às ideias e romances de Rand em suas obras.

### Morte
Terry Goodkind morreu em 17 de setembro de 2020, em sua casa em Boulder City, Nevada. A causa da morte não foi divulgada.

### The Sword of Truth
- Arco 1: Darken Rahl   1. Wizard's First Rule (1994)
  2. Stone of Tears (1995)
- Arco 2: Imperial Order   1. Blood of the Fold (1996)
  2. Temple of the Winds (1997)
  3. Soul of the Fire (1999)
  4. Faith of the Fallen (2000)
- Debt of Bones (2001)
- Arco 3: Pristinely Ungifted   1. The Pillars of Creation (2002)
  2. Naked Empire (2003)
- Arco 4: Chainfire   1. Chainfire (2005)
  2. Phantom (2006)
  3. Confessor (2007)
- Arco 5: The Darklands   1. The Omen Machine (2011)
  2. The First Confessor: The Legend of Magda Searus (2012) (romance pré-prequela)
  3. The Third Kingdom (2013)
  4. Severed Souls (2014)
  5. Warheart (2015)

#### The Nicci Chronicles
1. Death's Mistress (2017)
2. Shroud of Eternity (2018)
3. Siege of Stone (2018)
4. Heart of Black Ice (2020)

#### The Children of D'Hara
1. The Scribbly Man (2019)
2. Hateful Things (2019)
3. Wasteland (2019)
4. Witch's Oath (2020)
5. Into Darkness (2020)

### Angela Constantine / Jack Raines
- Nest (same world as Angela, but not Angela) (2016)
- Trouble's Child (2018)
- The Girl in the Moon (2018)
- Crazy Wanda (2018)

### Livros isolados modernos
- The Law of Nines (2009)
- The Sky People (2019)

## Adaptação
- Legend of the Seeker Série. O primeiro episódio foi ao ar em em 1º de novembro de 2008, e o programa durou duas temporadas até seu cancelamento em maio de 2010.[9]